# Stanford Cardinal (piłka siatkowa kobiet)
Stanford Cardinal – amerykański żeński klub siatkarski, powstały w 1976 r. w Stanford. 

## Sukcesy
Mistrzostwa Pacific-12 Conference:
- 1977, 1984, 1985, 1987, 1991, 1994, 1995, 1996, 1997, 1998, 1999, 2001, 2006, 2007, 2008, 2009, 2010, 2012, 2014, 2017
- 1976, 1980, 1981, 1982, 1983, 1986, 1988, 1989, 1990, 1992, 1993, 2002, 2003, 2004, 2005, 2013, 2016

Mistrzostwa NCAA Division I:
- 1992, 1994, 1996, 1997, 2001, 2004, 2016
- 1984, 1985, 1987, 1999, 2002, 2006, 2007, 2008
- 1983, 1995, 2014, 2017

## Najbardziej znane absolwentki
| Lata gry  | Imię i nazwisko      | Pozycja      |
| --------- | -------------------- | ------------ |
| 1996-1999 | Kerri Walsh-Jennings | przyjmująca  |
| 1999-2002 | Logan Tom            | przyjmująca  |
| 2001-2004 | Ogonna Nnamani       | przyjmująca  |
| 2003-2006 | Kristin Hildebrand   | przyjmująca  |
| 2005-2008 | Cynthia Barboza      | przyjmująca  |
| 2005-2008 | Foluke Akinradewo    | środkowa     |
| 2007-2010 | Alexandra Klineman   | przyjmująca  |
| 2007-2011 | Cassidy Lichtman     | przyjmująca  |
| 2008-2012 | Jessica Walker       | środkowa     |
| 2009-2012 | Hayley Spelman       | atakująca    |
| 2012-2016 | Inky Ajanaku         | środkowa     |
| 2012-2016 | Madison Bugg         | rozgrywająca |

## Trenerzy
- 1976: Bruce Downing
- 1977: Art Lambert
- 1978-1985: Fred Sturm
- 1986-1999: Don Shaw
- 2000: Denise Corlett
- 2001-2017: John Dunning
- 2017-: Kevin Hambly